# Kreuzeck (Alpy Algawskie)
Kreuzeck – szczyt w Alpach Algawskich, części Alp Bawarskich. Leży na granicy między Austrią (Tyrol), a Niemcami (Bawaria). Sąsiaduje z Rauheck.